# Нека далека свјетлост
Нека далека свјетлост је југословенски филм из 1969. године.

## Кратак садржај
Бивши тужилац долази у провинцију како би извршио самоубиство.Пре свега, позива све особе због којих је дошло до овакве одлуке.Разговори преко телефона откривају узроке и околности које су довеле до овакве трагедије.

## Улоге
| Глумац               | Улога                 |
| -------------------- | --------------------- |
| Раде Марковић        | Бранко                |
| Љуба Тадић           | Урош                  |
| Ана Карић            | Карлова супруга       |
| Велимир Животић      | Павле                 |
| Рејхан Демирџић      | Карло                 |
| Душица Жегарац       | Тамара Мирић          |
| Мира Ступица         | Урошева супруга       |
| Катарина Дорић       | Неда                  |
| Зоран Бечић          | Славко (као З. Бечић) |
| Урош Крављача        |                       |
| Азра Ченгић          |                       |
| Амир Буквић          |                       |
| Радослав Дорић       |                       |
| Вера Миловановић     |                       |
| Слободан Велимировић |                       |
| Олга Бабић           |                       |
| Хранислав Рашић      |                       |
| Владо Јокановић      |                       |
| Фаик Живојевић       |                       |